# Četnictvo
Četnictvo (též archaicky žandarmerie) je součástí tradiční koncepce bezpečnosti státu. Příslušník četnictva se označuje jako četník (též archaicky žandár).

## Název
Slovo „četník“ a „četa“ bylo do češtiny přijato v 19. století ze srbochorvatštiny, v češtině pak byl odvozen druhý pojem četař jako vojenská hodnost. Slovo „žandár“ a „žandarmerie“ pochází z francouzského gendarme, gendarmérie a vzniklo z les gens d'arm, doslova „lidé zbraně“.

## Pravomoci

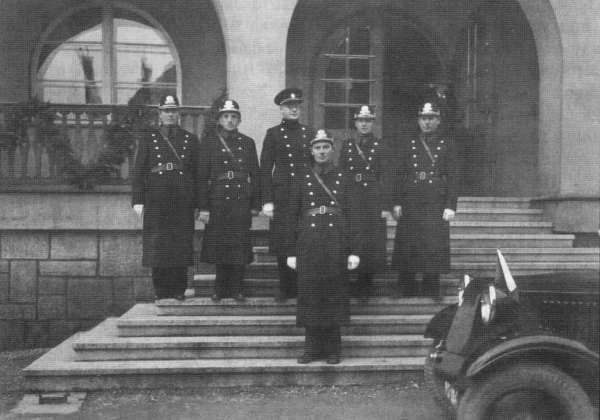
Prvorepublikoví policisté ze Vsetína před zlínskou radnicí.

Jednotka mívá stejné pravomoci jako policie, obvykle ale také plní úkoly vojenské policie. U jednotlivých států spadá pod ministerstva vnitra či obrany (Itálie).
V současné době ve státech, kde působí četnictvo, bývají pravomoci rozděleny tak, že policie má v kompetenci větší města a četnictvo venkov.
V Československu bylo četnictvo začleněno na základě zákona č. 149/1947 Sb., ze dne 23. srpna 1947, o národní bezpečnosti, do Sboru národní bezpečnosti.

## Slavné četnické sbory světa
- Gendarmerie Nationale – četnictvo Francie – z výrazu ozbrojený lid
- Carabinieri – četnictvo Itálie – dle jezdců na koních s krátkou vojenskou puškou jezdeckou, tzv. karabinou
- Guardia Civil – četnictvo Španělska – z výrazu občanská ochrana
- Čínská lidová ozbrojená policie - četnictvo Číny

## Četnické protiteroristické jednotky

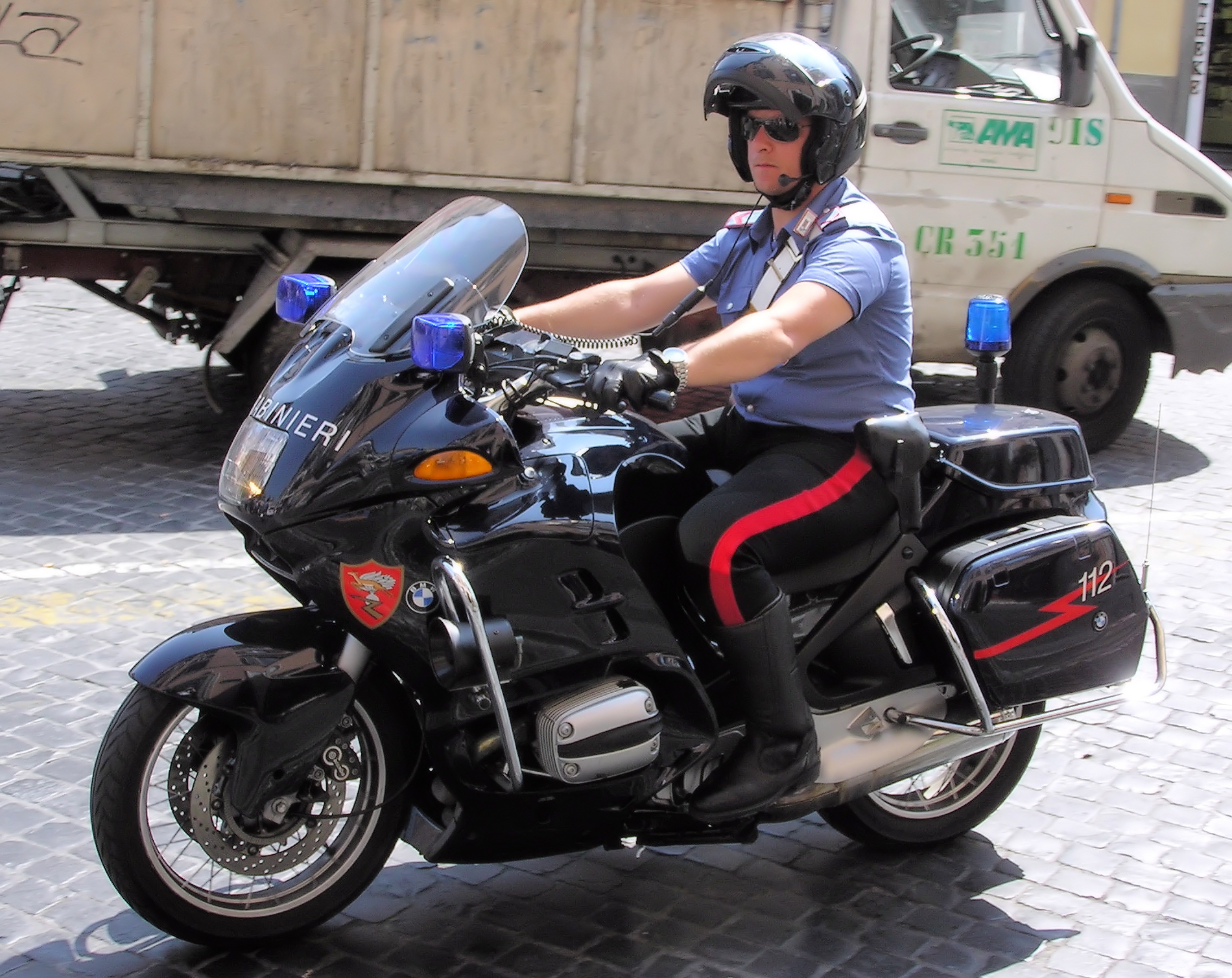
Hlídka italských Carabinieri na motocyklu.

### Zaniklé
- Rakousko – GEK – v Rakousku zrušeno četnictvo

### Současné
- Itálie – GIS (četnictvo)
- Francie – GIGN

Například v Nizozemsku působí četnictvo dodnes, ale protiteroristické operace spadají pouze pod policii.